# Joy Paul Guilford
Joy Paul Guilford (7. března 1897 Marquette, Nebraska – 26. listopadu 1987 Los Angeles) byl americký psycholog.

## Život
Od roku 1928 do roku 1940 působil jako profesor na univerzitě v Nebrasce a po té nastoupil na místo profesora na Univerzitě Jižní Kalifornie, kde pracoval až do odchodu do důchodu v roce 1967. Byl 27. nejcitovanějším psychologem ve 20. století.

## Profesní zaměření
V průběhu svého profesního života se Guilford věnoval teorii osobnosti a teoriím koncipovaných na aspektech statisticko-strukturálních. Věnoval se psychometrii a statistice, vytvořil několik testů a dotazníků osobnosti, mezi než patří např. Guilford-Zimmermanův přehled temperamentu. Při své práci vycházel z teorie faktorové analýzy osobnosti, přičemž však „kritizoval tzv. anglickou školu, která prosazovala hierarchické uspořádání faktorů a přeceňovala tzv. šikmé rotace v rámci faktorové analýzy, které k hierarchickému uspořádání vedou. Sám užíval tzv. rotace ortogonální, které hierarchické závislosti vylučují“ (Ruisel, 2000, str. 29).

## Faktorová analýza
Faktorová analýza je „matematicko-statistická metoda identifikace faktorů nějakého fenoménu či systému, v tomto případě osobnosti“ (Nakonečný, 1995, str. 158). Jinak řečeno, psychologové tuto metodu používající se snažili strukturu osobnosti popsat pomocí měřitelných a statisticky zpracovatelných údajů. Východiskem faktorování je tedy množina psychometrických dat, reprezentujících nějakým způsobem osobnost. Z těchto získaných údajů se sestaví matice korelací, ve které se „vykazuje určitý počet trsů korelací, tj. skupina korelujících dat. To, co mají tyto trsy korelací společného, jsou pak hledané faktory či dimenze“ (Nakonečný, 1995, str. 167). Rozlišují se dva základní druhy faktorů: „1. faktory prvního a druhého řádu (první vyplývají z trsů interkorelací, které vykazuje základní matice korelací všech sledovaných proměnných, druhé vyplývají z korelací těchto primárních faktorů); 2. faktory na sobě nezávislé, ortogonální, jimiž jsou obvykle faktory druhého řádu, a faktory na sobě závislé, „šikmé“, které spolu ještě korelují a jimiž jsou některé faktory prvního řádu“ (Nakonečný, 1995, str. 160). Faktorová analýza se snaží faktory jednak vysvětlit a dospět k identifikaci na sobě nezávislých faktorů (to se provádí pomocí korekce výsledků původního faktorování, která se nazývá rotace faktorů) a dále se snaží faktory nějakým způsobem psychologicky identifikovat, tzn. dát matematickým výsledkům určitý psychologický obsah. V tomto bodě ovšem nastává jeden z největších problémů faktorové analýzy vzhledem k tomu, že se neopírá o žádný předem přesně určený postup, což neodvratně vede k subjektivnímu zpracování celé analýzy. Přestože je metoda faktorové analýzy v psychologii v současné době spíše na ústupu, patřila ve své době mezi velmi významné směry. R. B. Cattel jí v psychologii připisuje dokonce stejný význam, jaký měl v biologii objev mikroskopu (Nakonečný, 1995).

## Východiska teorie
Pomocí metod faktorové analýzy rozlišil Guilford tři základní druhy schopností člověka a nazval je dimenze:
1. Dimenze vnímání (senzorická, percepční) – primární schopnosti v oblasti vnímání, týkající se různých smyslových modalit (faktory vizuálního rozlišování barev, faktory zvukové senzibility, kinestetický faktor, faktor pozornosti, faktor smyslu pro rovnováhu ...)
2. Dimenze psychomotoriky – schopnosti, které souvisejí s anatomickými předpoklady a fyziologickými vlastnostmi motoriky, které mají vztah k činnosti nervové soustavy a svalů (faktory síly, faktory zrychlení, faktory motorické rychlosti, faktory statické přesnosti, faktory koordinace pohybů, faktory flexibility ...)
3. Dimenze inteligence (intelektu) – jde o faktory inteligence jako komplexní schopnosti zpracovávat informace prostřednictvím myšlenkových operací (faktory paměti, faktory poznávání, konvergentní myšlení, divergentní myšlení, faktor hodnocení ...)

Guilford faktorovou analýzu použil i k vymezení dalších oblastí osobnosti, jako je např. oblast tvořivosti, motivace, postojů, zájmů, emocionality a temperamentu (zde rozlišil 10 základních dimenzí – pozitivní versus negativní, citlivý versus necitlivý, aktivní versus pasivní, kontrolovaný versus nekontrolovaný a objektivní versus egocentrický – a upřesnil, jak se tyto dimenze projevují v oblasti všeobecné, emočního reagování a sociálního chování).

## Základní pojmy
V Guilfordově teorii inteligence se vyskytuje několik nových, dosud nepoužívaných pojmů. Patří sem např. pojem trojité klasifikace schopností, což je charakteristika schopností dle operací, obsahů a produktů. Dále je pro tuto teorii charakteristické striktní rozlišování pojmů inteligence, jako schopnosti zpracovávat informace (obsahy) prostřednictvím myšlenkových operací, a intelektu, jehož konstrukty vznikají jako výsledky (produkty) působení těchto operací.
Zcela osobitými Guilfordovými pojmy, které používá, jsou dva druhy myšlení, a to divergentní a konvergentní. Divergentní myšlení je dnes všeobecně chápáno jako pojem, který označuje myšlení tvořivé a tvůrčí, přičemž je položen důraz na novost, množství a význam jednotlivých nově vzniklých alternativ řešení. Naproti tomu myšlení konvergentní je druhem myšlení, které zužuje prostor možností řešení. Je to spíše vyvíjení logických závěrů z dané informace, např. na základě principu dedukce, uplatnění poučky apod.

## Teorie inteligence
J. P. Guilford rozlišil ve struktuře inteligence dvě hlavní stránky:
1. paměť,
2. dispozice k myšlení (kognitivní faktory).

Tyto dvě schopnosti tvoří funkční jednotku. Myšlení totiž pracuje jak s informacemi, které jsou dány, tak s informacemi uloženými v paměti a i s informacemi, které jsou z daných a v paměti uložených informací odvozovány.
Obsahy paměti můžeme rozdělit na faktory obrazově názorné paměti neboli schopnost reprodukovat a znovupoznávat obsahy (např. reprodukovat v určitém časovém odstupu řadu geometrických figur či slyšenou melodii), na rozsah zapamatovávaného (např. řady čísel) a na abstraktní paměť pro významy a ideje (schopnost reprodukovat určitý obsah, např. text podle významu), pro zapamatování si určitých asociací (např. význam cizích slov) či pro zapamatování si časových posloupností určitých událostí. Uvedené schopnosti se zjišťují různými testy paměti.
Dispozice k myšlení se dělí na kognitivní schopnosti, jako je nalézání a objevování informací, produktivní schopnosti, sem patří schopnost použít známé informace k získání informací nových, a tzv. faktory hodnocení, které slouží k poznávání správnosti, přijatelnosti a použitelnosti daných informací. Faktor produktivního myšlení lze rozdělit dále na myšlení konvergentní (užívající známého způsobu řešení problému) a myšlení divergentní (hledající nový způsob řešení problému). Konvergentní myšlení lze označit jako myšlení zužující prostor možností, jako hledání správné odpovědi v určitém úkolu, kdy cíl jednoznačně vymezuje konečný výsledek, což vede k tomu, že problémy mají jen jedno správné řešení. Patří sem logické, matematické a technické problémy a na tomto způsobu myšlení jsou založeny testy inteligence. Divergentní myšlení je opakem předešlého, tzn. že jde o myšlení tvořivé a tvůrčí, s málo ohraničeným cílem. Je určeno 18 faktory tvořivosti (např. flexibilita či originalita). Vždy zde existuje množina více správných řešení, které mají množství různých variant. Dispozice k tomuto typu myšlení se může nazvat také tvořivostí či kreativitou.
Na základě faktorově analytické identifikace myšlení Guilford rozlišil 120 faktorů inteligence, z nichž 82 je podle něj celkem dobře operacionálně vymezeno. Guilford je přesvědčen, že všechny mentální výkony je možno popsat třemi na sobě nezávislými dimenzemi: mentálními operacemi, produkty (výsledky) a obsahy (tzv. trojitá klasifikace schopností). Jejich vzájemné vztahy tvoří model intelektu, který sám Guilford nazval morfologickým a který má tvořit psychologickou analogii Mendělejevovy periodické soustavy prvků. „Je to koncepce vysoce atomizovaná, která je do velké míry matematickým artefaktem vytvořeným na základě rotace prvků“ (Ruisel, 2000, str. 30). Model je dán kombinací pěti kategorií operací, šesti kategorií produktů a čtyř kategorií obsahů, což tvoří právě těch 120 faktorů. Mohou být vyjádřeny pomocí trojrozměrného modelu kostky, která se skládá ze 120 samostatných krychliček, z nichž každá odpovídá jedné elementární schopnosti s trojitou charakteristikou dle příslušnosti ke skupině operací, dle informačního obsahu a dle vytváření kategorie výsledků.
Dimenzi operací Guilford rozdělil následovně:
- Poznávání – příjem či znovupoznání informací, jde pouze o tzv. recepční poznávání, které nám umožňuje získat nové poznatky, ale neudělá z nás objevitele
- Paměť – uchování informací a jejich výbavnost
- Konvergentní myšlení – vyvíjení logických závěrů za uplatnění jediného možného postupu
- Divergentní myšlení – generování více možných alternativ z dané informace
- Hodnocení – určení významu dané informace

Výše uvedené operce mohou probíhat pouze s určitým materiálem, který má nějaký obsah. Ten Guilford rozdělil takto:
1. figurální – později rozděleny na sluchové a vizuální
2. symbolické – znaky (písmena, slabiky, grafické znaky ...)
3. sémantické (slova, pojmy, soudy ...)
4. behaviorální (konativní) – chování člověka v sociálních situacích

Operce s obsahy vedou k produktům, které Guilford rozdělil na
1. jednotky – jednotlivé informace
2. třídy – soubory vyčleněné podle určitého principu
3. relace – vztahy mezi vyčleněnými jednotkami
4. systémy – struktury složené z jednotek tak, že vytvářejí pevně organizovaný celek
5. transformace – změny dosavadních informací
6. implikace – vyvozování z jiných informací

Guilford později figurální kategorii obsahů nahradil kategorií sluchovou a vizuální, takže počet faktorů stoupl až na 150. Tímto vysokým počtem se výrazně lišil od teorií všech svých předchůdců a dostal teorii inteligence na poněkud jinou úroveň. Mezi další jeho přínosy patří iniciace prvních komplexních výzkumů sociální inteligence jako jednoho ze čtyř rovnocenných druhů inteligence. Jsou to: konkrétně-figurální inteligence manipulující se zrakovými a sluchovými vstupy, symbolická inteligence využívající kódové znaky, abstraktní inteligence operující s pojmy a již zmíněná inteligence konativní neboli sociální, která je definována jako schopnost moudrého jednání v mezilidských vztazích. Důležité bylo i Guilfordovo zjištění nezávislosti všech faktorů prvního řádu ve faktorové analýze, i když tento názor byl později podroben kritice.

## Kritika
Guilfordův model inteligence, tak jako faktorová analýza, byl často kritizován. Důvodem byly zejména výtky, že předmět jeho psychometrického východiska byl příliš jednostranný, neboť jej tvořili především důstojníci amerického letectva. „Pawlik (1968) uvádí, že proti „funkcionální organizaci inteligence“ představují Guilfordovy faktory inteligence „čistě logický model““ (Nakonečný, 1995, str. 107). Linhart (1987) říká, že „intelekt se v Guilfordově pojetí rozpadá na řadu položek, jejichž oprávněnost je leckdy závislá na pouhé badatelově dedukci. Guilfordovi a jeho spolupracovníkům se dosud nepodařilo tyto faktory empiricky ověřit. I když Guilfordův model představuje určitý pokrok v psychologii inteligence, skýtá pouze její statický popis, nepřistupuje k pojmu inteligence vývojově a neanalyzuje podmínky jejího rozvoje". Další kritiky namítají, že nezávislost faktorů inteligence je pouze zdánlivá a Guilfordův model že je zatížen stejnými nedostatky, jako faktorová analýza vůbec.

## Dílo
- Analýza inteligence
- Podstata lidské inteligence
- Osobnost
- Faktorová analýza lidských zájmů
- Funkce a modely chování
- Statistické metody v psychologii a pedagogice